# L'Horloger de Saint-Paul
L'Horloger de Saint-Paul is een Franse film van Bertrand Tavernier die uitgebracht werd in 1974.
De film is het langspeelfilmdebuut van Tavernier. De prent is gebaseerd op de roman L'Horloger d'Everton (1954) van Georges Simenon. Simenons verhaal speelde zich af in de Verenigde Staten maar Tavernier heeft het gesitueerd in zijn geboortestad Lyon. Zo kon hij ook toespelingen maken op de politieke situatie tijdens de regeringsjaren van Georges Pompidou.

## Samenvatting
Lyon, 1973. Michel Descombes is horlogemaker in de historische wijk Saint-Paul. Sinds zijn vrouw hem verlaten heeft, woont hij er alleen met zijn zoon Bernard. Op een dag komt de politie bij hem langs voor een huiszoeking. De inspecteurs stellen hem vragen over zijn zoon. Ze vertellen hem dat Bernard voortvluchtig is, samen met zijn vriendin. Ze laten hem in het ongewisse over de ware toedracht van de feiten. 
Op de plaats waar de bestelwagen van Michel teruggevonden werd, vertelt commissaris Guilboud dat zijn zoon iemand vermoord heeft. Wanneer die hem vraagt te helpen bij het onderzoek, is Michel wel bereid een radioboodschap voor zijn zoon in te spreken, maar hij is vooral verbijsterd door het groeiend besef dat hij zijn zoon eigenlijk niet kent. Wat later wordt zijn zoon aangehouden. Het slachtoffer blijkt een bewaker te zijn van de fabriek waar zijn vriendin werkt.

## Rolverdeling
| Acteur           | Personage                                     |
| ---------------- | --------------------------------------------- |
| Philippe Noiret  | Michel Descombes                              |
| Jean Rochefort   | commissaris Guilboud                          |
| Jacques Denis    | Antoine, vriend van Michel Descombes          |
| Yves Afonso      | Bricard, politie-officier                     |
| Julien Bertheau  | Édouard, vriend van Michel Descombes          |
| Jacques Hilling  | Costes, journalist                            |
| Clotilde Joano   | Janine Boitard, journaliste                   |
| Andrée Tainsy    | Madeleine Fourmet                             |
| William Sabatier | de advocaat                                   |
| Cécile Vassort   | Martine, arbeidster                           |
| Sylvain Rougerie | Bernard Descombes                             |
| Christine Pascal | Liliane Torrini, liefje van Bernard Descombes |
| Liza Braconnier  | de werkvrouw                                  |
| Hervé Morel      | de assistent van Bricard                      |
| Sacha Bauer      | de onderzoeksrechter                          |